# Ульгули (Павлодарская область)
Ульгули (каз. Үлгілі) — село в Иртышском районе Павлодарской области Казахстана. Расположено на левом берегу реки Иртыш, в 53 км от районного центра — Иртышска. Входит в состав Иса Байзаковского сельского округа. Код КАТО — 554639400.

## Население
В 1985 году в селе проживали 573 человека. В 1999 году население села составляло 455 человек (231 мужчина и 224 женщины). По данным переписи 2009 года, в селе проживало 257 человек (130 мужчин и 127 женщин).

## Известные уроженцы, жители
- Иса Байзаков (1900—1946) — казахский народный акын, певец, композитор.
- Жуматов, Галымбек Сагимбаевич (род. 1952) — казахский прозаик, поэт. Член Союза писателей Казахстана
- Танашева, Маруан Рахметовна (1939—2019) — советский казахстанский химик.